# Lara Logan
Lara Logan (Durban, 29 marzo 1971) è una giornalista sudafricana corrispondente di guerra.
È stata una corrispondente per la CBS News tra il 2002 e il 2018.  Nel 2019 ha lavorato per Sinclai Broadcast Group, una società di media conservatrice filo trumpiana. Nel gennaio 2020 ha iniziato a lavorare Fox News., venendo licenziata in marzo avendo paragonato Anthony Fauci al criminale nazista dottor Mengele.

## Biografia
Logan è nata a Durban in SudAfrica, frequentandone il college femminile.  Si laurea preso l'Università di Natal con una tesi in commercio. In seguito si laurea in lingua cultura e storia francese presso l'Alliance Francaise a Parigi.

## Carriera
Logan ha lavorato come redattrice per il Sunday Tribune di Durban, durante gli studi (1988–1989) e poi per il Daily News (1990–1992). A partire dal 1992 inizia a lavorare presso la redazione sudafricana di Reuters, principalmente come produttore senior. Dopo quattro anni ha iniziato a dedicarsi al giornalismo freelance, ottenendo incarichi come reporter e montatore / produttore con ITN e Fox / SKY, CBS News, ABC News (a Londra), NBC e European Broadcast Union. Ha anche trovato lavoro con la CNN, riferendo su incidenti come i bombardamenti dell'ambasciata degli Stati Uniti del 1998 a Nairobi e in Tanzania, il conflitto in Irlanda del Nord e la guerra in Kosovo.
Logan è stata assunto nel 2000 da GMTV Breakfast Television (nel Regno Unito) come corrispondente; ha anche lavorato con la CBS News Radio come corrispondente indipendente.Pochi giorni dopo gli attacchi dell'11 settembre, ha chiesto a un impiegato dell'ambasciata russa a Londra di darle un visto per recarsi in Afghanistan. Nel novembre 2001, mentre lavorava per la GMTV in Afghanistan, si infiltrò nell'Alleanza del Nord appoggiata dagli americani e britannici e intervistò il loro comandante, il generale Abdul Wahid Baba Jan, presso la base aerea di Bagram.
La CBS News le ha offerto una posizione da corrispondente a pieno titolo nel 2002. Ha trascorso gran parte dei successivi quattro anni a riferire sul campo di battaglia, comprese le zone di guerra in Afghanistan e Iraq, spesso incorporate ("embedded")nelle forze armate degli Stati Uniti. Ma ha anche intervistato personaggi famosi ed esploratori come Robert Ballard, scopritore del relitto del Titanic. Molte delle sue relazioni erano per 60 minuti II. Ha anche collaborato regolarmente per CBS Evening News, The Early Show e Face the Nation. Nel febbraio 2006, Logan è stata promossa a "capo corrispondente per gli affari esteri" per CBS News.

### Battaglia della strada di Haifa
Alla fine di gennaio 2007, Logan ha presentato un rapporto sui combattimenti lungo la strada di Haifa a Baghdad, ma il CBS Evening News non ha pubblicato il rapporto, ritenendolo "un po 'forte". Per cambiare la decisione, Logan ha richiesto il sostegno pubblico; chiedendo di guardare la storia e passare il link al maggior numero possibile di amici e conoscenti, dicendo "Dovrebbe essere visto".

### La critica di Michael Hastings
Logan è stata criticata nel giugno 2010 per le sue osservazioni su un altro giornalista, Michael Hastings, e per la sua opinione che i giornalisti che si sono incorporati con i militari non dovrebbero scrivere delle battute generali che sentono. Un articolo di Hastings a Rolling Stone quel mese citava il generale Stanley A. McChrystal e il suo staff - commenta Hastings ascoltato mentre viaggiava con McChrystal - criticando il vicepresidente americano Joe Biden e altri funzionari, dopodiché il presidente Obama licenziò McChrystal come suo comandante in Afghanistan. Logan ha detto alla CNN che le notizie di Hastings avevano violato un accordo non espresso tra giornalisti che viaggiano con personale militare per non riferire commenti casuali che passano tra loro.
Citando la sua affermazione, "Voglio dire, la domanda è, davvero, che cosa il generale McChrystal e i suoi aiutanti stanno facendo così egregiamente, che meritavano di finire una carriera come quella di McChrystal? Voglio dire, Michael Hastings non ha mai servito il suo paese come ha fatto McChrystal ". L'ex corrispondente corrispondente militare della CNN, Jamie McIntyre, ha affermato che ciò che hanno fatto è stato davvero egregio e che i suoi commenti "purtroppo hanno rafforzato il peggior stereotipo dei giornalisti che" si sono incorporati "con alti ufficiali militari ma in realtà sono" a letto "con loro". Ha continuato citando la dichiarazione dell'ammiraglio Mike Mullen secondo cui il personale militare deve essere neutrale e non deve criticare i leader civili.
Glenn Greenwald del Salon scrisse di aver fatto rapporti coraggiosi nel corso degli anni, ma era arrivata a considerarsi parte del governo e dei militari.

### Lo stupro di gruppo subìto in Egitto
Nel febbraio del 2011, subisce un barbarico stupro di gruppo, durante una manifestazione in Egitto. La giornalista venne in primis denudata e di seguito sodomizzata tramite l'utilizzo di «mani, aste di bandiera e bastoni». Venne in seguito salvata da alcuni poliziotti che si trovavano nei paraggi. Anche delle donne arabe contribuirono al salvataggio della giornalista. La giornalista riuscì miracolosamente a salvarsi e venne riportata il giorno seguente negli Stati Uniti, dove venne ospedalizzata per diversi giorni.

### Fox News serie "No Agenda"
Logan ha lasciato CBS News nell'agosto 2018.  Nel 2019, Logan è stata assunta da Sinclair Broadcasting Group, una società di reti televisive locali, politicamente di tendenza conservatrice con forti legami con l'amministrazione Trump come reporter lungo il confine Stati Uniti-Messico. Nemmeno dieci mesi più tardi, nel gennaio 2020, è passata a Fox News per fare una serie di spettacoli in stile indipendente chiamati "Lara Logan has No Agenda".

### AIDS e COVID-19 teorie cospirazioniste
Tra novembre e dicembre 2021, Logan ha diffuso falsità e teorie del complotto riguardo AIDS e COVID-19 e condiviso articoli che contestavano il consenso scientifico sul virus HIV come causa dell'AIDS. Ha paragonato il direttore della NIAID Anthony Fauci, al medico nazista Josef Mengele. Durante una discussione sulla variante Omicron del SARS-CoV-2 ha affermato: "E così in questo momento, quello che vedete nel dottor Fauci, è ciò che la gente mi dice, che per loro costui non rappresenta la scienza. Rappresenta Josef Mengele, il dottor Josef Mengele, il medico nazista che fece esperimenti sugli ebrei durante la seconda guerra mondiale e nei campi di concentramento, e sto parlando di persone in tutto il mondo che lo dicono."
Questi suoi commenti hanno suscitato reazioni di condanna da parte di diversi importanti gruppi ebraici, tra cui la Anti-Defamation League e il Museo di Auschwitz Logan ha successivamente difeso i suoi commenti a Fauci con un messaggio in Twitter contro le critiche del Museo di Auschwitz. Durante un'intervista nel dicembre 2021 con la MSNBC, Fauci ha definito le osservazioni di Logan "assolutamente assurde e disgustose" e ha criticato Fox News per non aver intrapreso azioni disciplinari contro di lei. La United Talent Agency di Hollywood, una agenzia che cura le pubbliche relazione, ha annunciato di cessare i rapporti con Logan come cliente a seguito del suo commento su Mengele.
Da quando ha espresso questo commento, Logan non è più apparsa come ospite su Fox News e non ci sono stati nuovi episodi di Lara Logan has No Agenda. Nel marzo 2022, Logan ha affermato di essere stata "scaricata" dalla Fox.

### Invasione russa dell'Ucraina
Durante l'invasione russa dell'Ucraina del 2022, Logan nelle sue apparizioni televisive ha collegato il presidente ucraino Volodymyr Zelens'kyj a pratiche "sataniche e occulte", lo ha definito un "fantoccio" e ha affermato che Zelens'kyj era stato "selezionato [...], non votato" . Ha elogiato il presidente russo Vladimir Putin perché "non starà a guardare mentre i globalisti conquistano il mondo" e ha accusato gli ucraini di essere "veri nazisti". I commenti di Logan sono stati elogiati e ripresi dalla propaganda del governo russo.

## Vita privata
Ha sposato Jason Siemon, uno statunitense che giocava a basket professionistico nel Regno Unito; il matrimonio si concluse con il divorzio. Nel 2008 ha sposato Joseph Burkett, un appaltatore della difesa del governo degli Stati Uniti, che aveva incontrato anni prima in Afghanistan. Vivono a Washington, D.C., con i loro due figli e la figlia di Burkett avuta da un precedente matrimonio.